# Boronia ledifolia
Espèce
Synonymes
- Boronia rosmarinifolia var. albiflora
- Boronia rosmarinifolia subsp. albiflora Cheel
- Boronia triphylla var. flore-plena Cheel
- Boronia triphylla Rchb.

Boronia ledifolia est une espèce d'arbuste sclérophylle de la famille des Rutaceae originaire d'Australie.
C'est une espèce populaire et bien connue des randonneurs dans la région de Sydney. Elle pousse jusqu'au Victoria et jusqu'à Tenterfield au nord. On la rencontre communément sur les grès stériles ou sols granitiques basiques, dans les régions qui ont régulièrement des feux sauvages.
Boronia ledifolia a d'abord été décrite comme Lasiopetalum ledifolium par le botaniste français Étienne Pierre Ventenat en 1803 avant de recevoir son nom actuel en 1824 par Augustin Pyramus de Candolle.

## Description
C'est un petit arbuste pouvant atteindre 1,5 mètre de haut. Les fleurs apparaissent à partir de juin et persistent jusque vers octobre. Elles ont quatre pétales et sont de couleur rose à lilas. Les feuilles écrasées dégagent une odeur âcre.

## Culture
Les Boronias sont sensibles au dépérissement et ont tendance à avoir une durée de vie courte en culture. Cette espèce a besoin d'une situation ensoleillée, humide et d'un terrain bien drainé.

## Galerie

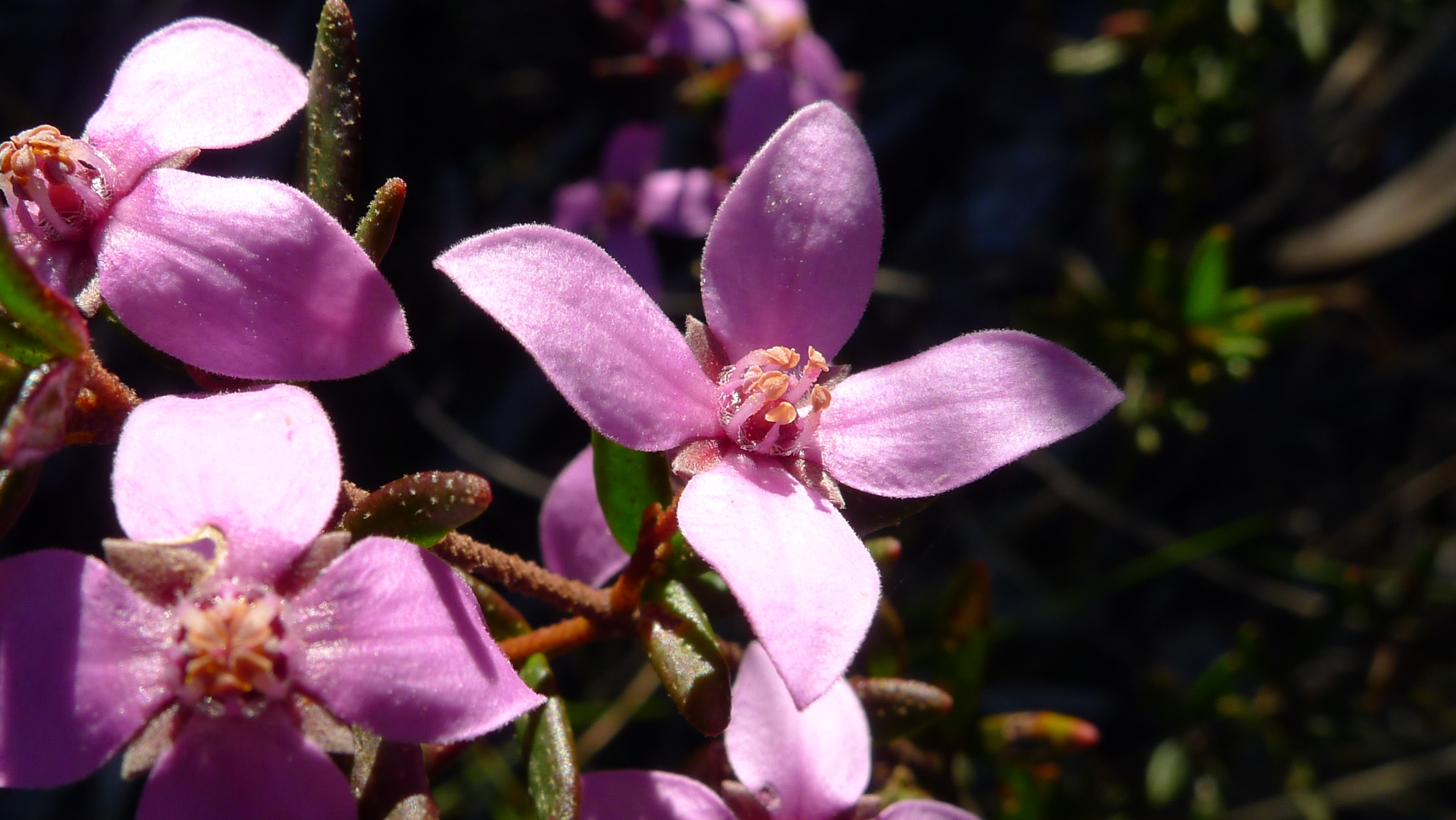
Fleurs.